# Danny Koevermans
Danny Koevermans (n. 1 noiembrie 1978, Schiedam, Țările de Jos) este antrenorul echipei Utrecht.